# 刺蠻王
《刺蠻王》（英語：She'd Hate Pather Love），是一部1971年上映的臺灣武俠電影，發行商為聯邦影業有限公司，由華慧英導演，李費蒙編劇，張陶然監製，陳武雄攝影，並由韓湘琴、唐威、王靜君、魏蘇、萬重山、陳慧樓、常楓、苗天、薛漢等主演。這是曾為胡金銓電影《俠女》、《龍門客棧》擔任攝影師的華慧英首次開拍的武俠片，當中一些打鬥場面更動用了逾千個鏡頭來拍攝。電影改編自李費蒙（牛哥）的同名小說。

## 故事大綱
故事背景發生在南宋欽宗靖康二年，中原受到金兵入侵。武藝超群的俠客金山戈（唐威飾）欲從軍報國，投奔張哲元帥麾下，不料被誣告殺害丞相之子，在被發配邊疆途中逃脫。
張哲元帥的大軍被金兵元帥完顏（魏蘇飾）所敗，張哲被殺。王封（高明飾）救走張哲之女恩珠（韓湘琴飾），在陸莊招募天下英雄以報國仇家恨。山戈路經陸莊參加比武，得到王封的青睞。王封邀山戈加入抗金。山戈以娶恩珠為妻作條件，恩珠要求山戈先殺完顏以報父仇。
完顏手下有四個武功高強的「四大天王」：洪塗、哈爾察、范通及那薩。金山戈先偽稱送信者，引大力士洪塗（常楓飾）入山而殺之。之後以洪塗之死為由，以調虎離山計將哈爾察（萬重山飾）誘出金營，山戈闖金營欲刺殺完顏時中了那薩（苗天飾）的血沙掌。
鬼影子范通（陳慧樓）混進陸莊欲劫持恩珠，被山戈所殺。身負重傷的山戈，在恩珠和丫環春梅（王靜君飾）的照顧下康復。春梅對山戈心懷愛慕，但山戈只鍾情於恩珠。金山戈康復後，和春梅聯手將那薩引來客棧，並使那薩自裁於血沙掌下。
恩珠本想遊說落草為寇的將軍龐霸加入，但敗軍之將龐霸自愧無顏面為宋效力，自刎後留下遺書，要王封將他首級獻給完顏以詐降。完顏中不疑有詐，帶同大軍跟隨王封到陸莊搶恩珠。早已佈下天羅地網的金山戈及龐霸部下滅盡金兵，恩珠更手刃完顏。金山戈見恩珠大仇已報，悄然離去。

## 演員表
| 演員   | 角色     | 備註                             |
| 韓湘琴 | 張恩珠   | 大宋元帥張哲之女                 |
| 唐威   | 金山戈   | 武藝超群的俠客                   |
| 王靜君 | 春梅     | 張恩珠之丫環                     |
| 魏蘇   | 完顏     | 金人元帥                         |
| 常楓   | 洪塗     | 完顏手下四大天王之一，大力士     |
| 萬重山 | 哈爾察   | 完顏手下四大天王之一             |
| 陳慧樓 | 范通     | 完顏手下四大天王之一，外號鬼影子 |
| 苗天   | 那薩     | 完顏手下四大天王之一，擅長血沙掌 |
| 薛漢   | 陸大剛   |                                  |
| 高明   | 王封     |                                  |
| 賈魯石 | 莊主     |                                  |
| 葛香亭 | 賣藝老人 |                                  |
| 葛小寶 | 胖勇士   |                                  |